# André Kitagawa
André Kitagawa é um quadrinista e ilustrador brasileiro. Colaborou com veículos como o site Cybercomix e as revistas Graffitti, HQ Brasil, Coyote e Front. Ganhou o Salão Internacional de Humor de Piracicaba em 2000 e o Troféu HQ Mix de 2003 na categoria "Desenhista revelação".